# 윤영탁
윤영탁(尹榮卓, 1933년 6월 4일~2020년 11월 29일)은 대한민국의 정치인으로, 제12·14·16대 국회의원을 지냈다. 
서울대학교 사회학과를 졸업한 후, 행정 고시에 합격하여 국토이용관리국장, 서울지방국토관리청 청장 등을 역임하였다. 이후 1985년 제12대 국회의원 선거에서 신한민주당의 전국구(7번) 후보로 당선되었고, 1992년 제14대 국회의원 선거와 2000년 제16대 국회의원 선거에서는 각각 대구 수성구 을 지역구에서 당선되었다. 제13·15대 국회의원 선거에서는 각각 낙선하였다.
1996년 7월부터 1998년 9월까지는 국회사무총장을 지냈으며, 제17대 국회의원 선거(2004년 4월)를 앞둔 2003년 11월 정계에서 은퇴하였다. 이후 당 고문역을 맡아오다가 2020년 11월 29일 숨졌다.

## 학력
- 대구 대륜고등학교
- 서울대 사회학과 학사

## 경력
- 건설부 국토이용관리국장, 서울국토관리청장
- (주)대우 해외담당총괄본부장
- 민추협 상임위원, 건설특위위원장
- 통일국민당 정책위 위원장
- 국회행정위원장
- 국회석유산업발전연구회 대표위원
- 신한국당 대구시지부 위원장
- 국회사무총장
- 영남대 산업대학원 객원교수
- 국회교육위원회 위원장
- 대한민국헌정회 이사
- 대한민국헌정회 부회장
- 민주화진협의회 건설특별위원회 위원장
- 한나라당 국책자문위원
- ~2012.02: 한나라당 상임고문
- 영남대학교 산업대학원 객원교수
- 2012.02~2017.02: 새누리당 상임고문
- 2017.02~2017.06: 자유한국당 상임고문
- 2017.07~2019.06: 대한애국당 전임고문 겸 최고위원
- 2019.06~2020.02: 우리공화당 전임고문
- 2020.02~2020.09: 미래통합당 상임고문
- 2020.09~2020.11: 국민의힘 상임고문

## 역대 선거 결과
|  | 29.26% |

|  | 33.57% |

|  | 39.23% |

|  | 26.61% |

|  | 61.68% |

## 같이 보기
- 대한민국 제12대 국회의원 선거 신한민주당 후보 목록#전국구
- 수성구 을
- 대구 수성구의 국회의원